# José María de la Cruz Prieto
José María de la Cruz Prieto (Concepción, 25 de marzo de 1799-Concepción, 23 de noviembre de 1875) fue un militar y político chileno.

## Primeros años de vida
Hijo de Luis De la Cruz y de Josefa Prieto Espinosa, sobrino del presidente Joaquín Prieto Vial y primo del también presidente Manuel Bulnes Prieto. Fue ministro de Guerra y Marina de José Tomás Ovalle.
José María de la Cruz se casó con Josefa Zañartu, con quien tuvo una única hija, Delfina De la Cruz Zañartu quien se casó con Aníbal Pinto Garmendia, presidente de la República entre 1876 y 1881, hijo del expresidente de Chile Francisco Antonio Pinto.

## Carrera militar
Se enroló en el Ejército el 27 de octubre de 1811, específicamente en el Batallón Dragones de la Frontera. Posteriormente participó activamente en la Guerra de la Independencia, destacándose en el Ejército de los Andes conducido por San Martín, participando en las batallas de Chacabuco (1817), Maipú (1818) y Pangal (1820).
Participó también como 2.º comandante en jefe del Ejército Unido Restaurador, a las órdenes del general Manuel Bulnes en la Campaña de 1838-1839, exactamente en el Sitio del Callao y en la decisiva batalla de Yungay.

## Carrera política
En el plano político fue intendente de Valparaíso y de Concepción (1846-1851), llegando a ser candidato a la presidencia de Chile en 1851. Ese año José María De la Cruz se postula como candidato presidencial, en oposición al nortino Manuel Montt Torres. Quien terminó por rebelarse, siendo vencido en la batalla de Loncomilla. Tras esto se retiró a la vida privada y no volvió a participar en la política, hasta su muerte el 23 de noviembre de 1875.

## Mausoleo

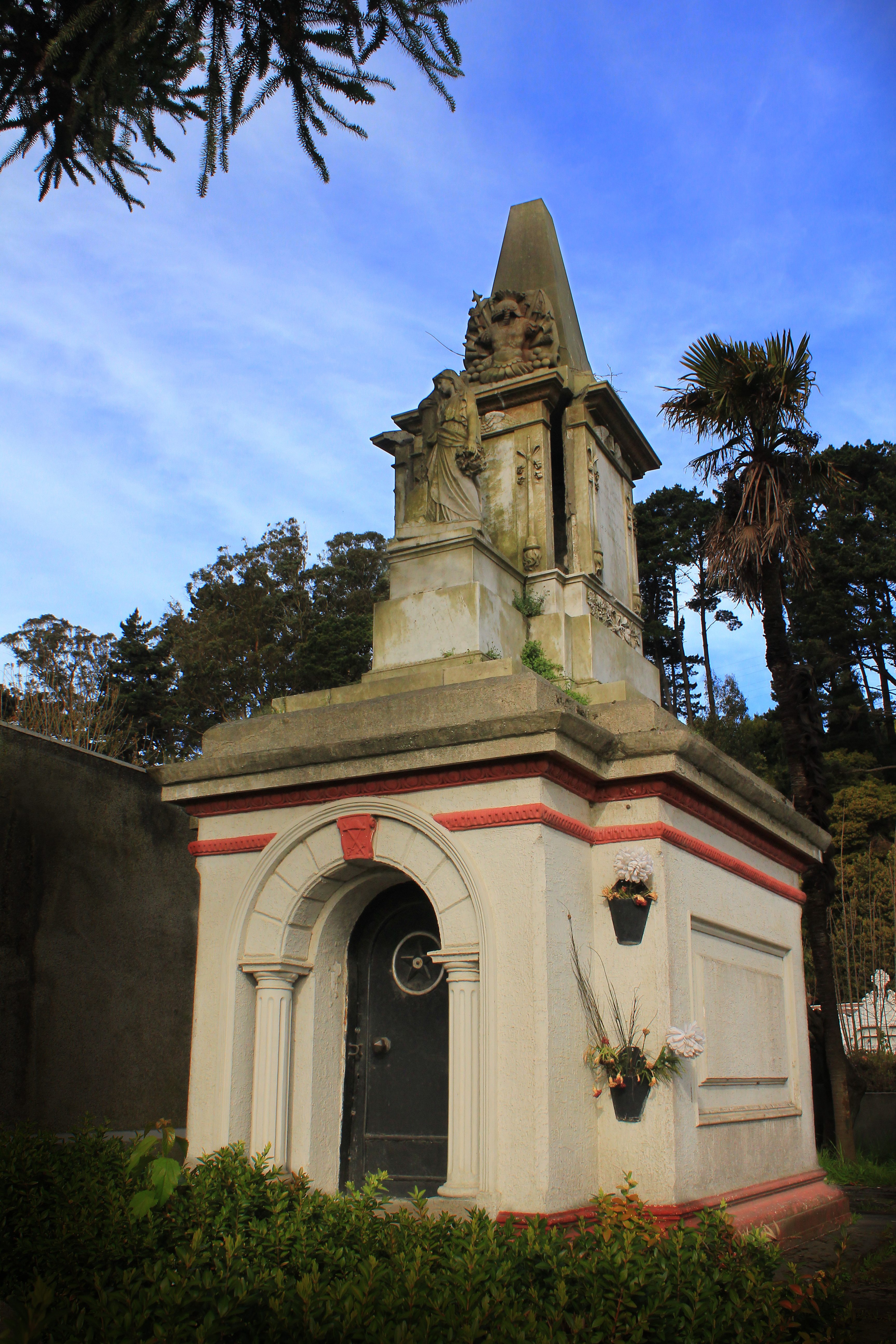
Mausoleo de José María de la Cruz Prieto.

Los restos de José María de la Cruz se encuentran en el Cementerio General de Concepción, en un mausoleo construido en 1879, siendo uno de los más antiguos de dicho lugar. Desde 1989 su mausoleo es considerado Monumento Nacional de Chile, en la categoría de Monumento Histórico.

## Homenajes
«General Cruz», es un epónimo muy común en las regiones de Ñuble y Biobío, en las zonas que correspondían a sus dominios en el pasado, siendo el caso más conocido el de la aldea campesina del mismo nombre, de la comuna de Pemuco en la Provincia de Diguillín, Región de Ñuble, Chile.También, en la Región del Biobío, calles céntricas de las ciudades de Cabrero y Yumbel llevan por nombre “General Cruz”, a modo de homenaje.